# ريوكو فودا
ريوكو فودا (باليابانية: 不田涼子) مواليد 25 أكتوبر 1986 في كوبه، هيوغو، اليابان، هي لاعبة كرة مضرب يابانية سابقة بدأت مسيرتها كمحترفة سنة 2003 وكانت تلعب باليد اليمنى، اعتزلت اللعب في 2011. أعلى تصنيف لها في الفردي كان المركز الـ 143 في سنة 2006. أعلى تصنيف لها في الزوجي كان المركز الـ 144 في سنة 2006.

## روابط خارجية
- ريوكو فودا على موقع رابطة محترفات التنس (الإنجليزية)
- ريوكو فودا على موقع الاتحاد الدولي لكرة المضرب (الإنجليزية)